# امن (فیلم ۲۰۰۵)
امن یا بادرا 
(به تلوگویی: Bhadra) فیلمی هندی محصول سال ۲۰۰۵ و به کارگردانی بویاپتی سینو است. در این فیلم بازیگرانی همچون راوی تجا، میرا جازمین، آرجان باجوا، پراکاش راج، تلنگانا شکونتلا و لیندا آرسینو ایفای نقش کرده‌اند.